# Across the Hall
Across the Hall is een Amerikaanse thriller uit 2009 onder regie van Alex Merkin.

## Verhaal
In hotel Riverview boekt June een kamer, waarna de portier haar naar kamer 507 begeleidt. Terry, Junes verloofde, heeft de verleidelijke blondine gevolgd na het telefonische bericht dat ze haar vlucht heeft geannuleerd. Terry boekt een kamer voor de nacht en dwingt de portier hem kamer 508, aan de overkant van de hal, toe te wijzen. Terry vertelt zijn vriend Julian telefonisch dat hij op het punt staat een onomkeerbare daad te verrichten.
Na Junes boeking haast Julian zich naar Riverview voor een amoureus uitstapje met zijn heerlijke minnares. In de lift van het hotel staat Julian oog in oog met zijn voormalige geliefde Anna, maar verder dan een vriendelijk hallo laat de man met het plan het niet komen. Anna toont haar sleutel van kamer 304, maar Julian snelt recht naar zijn verrukkelijke doel in kamer 507. Julian krijgt een telefoontje van zijn vriend Terry, die hem vertelt dat hij in zijn huis heeft ingebroken om zijn geweer te ontvreemden. Julian wil Terry kalmeren, maar raakt zelf in paniek door het risico dat Terry hem met zijn verloofde zal snappen.
Julian wil Terry laten blijven waar hij is en wachten totdat ze elkaar over circa 20 minuten in het hotel kunnen ontmoeten. Terry neemt verdachte geluiden waar in de hal, inspecteert de gangen van het hotel, neemt bij terugkomst in de eigen hal zijn verdachte in gijzeling en schiet op Junes kamer onder Lucas' geblinddoekte ogen zijn eigen verloofde dodelijk in het ranke lijf. Terry belt Julian, die zich ijlings uit de voeten heeft gemaakt, maar hoort de beltoon vanuit het bed in kamer 507. In Junes kamer overreedt Terry Julian tot het helpen bij het opruimen van Junes lichaam, maar Anna benadert de politie met het idee dat haar vroegere geliefde zich in hachelijk vaarwater begeeft, de belazerde schuift de belazeraar de moord in de schoenen en weet, met hulp van de portier, hotel Riverview zonder kleerscheuren te verlaten.

## Rolverdeling
- Mike Vogel - Julian
- Danny Pino - Terry
- Brittany Murphy - June
- Brad Greenquist - portier
- Natalie Smyka - Anna
- Arie Verveen - Lucas